# 鲍里斯·约干松
鲍里斯·弗拉基米罗维奇·约干松（羅馬化：Boris Vladimirovich Ioganson；1893年7月13日（25日）—1973年2月25日），列宁格勒列宾美术学院油画系著名油画家。其代表性作品为《受审》。他生于莫斯科，曾前往莫斯科艺术学院进修，在尼古拉·卡萨特金和谢尔盖·马柳京麾下学习绘画技巧。他曾加入青年艺术家社，在那里他主张让俄罗斯艺术完全过渡到构成主义，但后来很快放弃了这一想法。

## 作品
- 《1919年的铁路交叉站》
- 《苏维埃法庭》
- 《工农预备大学学生出来了》
- 《审问共产党员》
- 《旧日的乌拉尔工厂》